# باشگاه فوتبال شناورسازی قشم
باشگاه فوتبال شناورسازی مام وطن پی پشت قشم یک باشگاه فوتبال ایرانی در جزیره قشم است که در لیگ دسته دوم فوتبال ایران بازی می‌کند.
این تیم در فصل ۰۲–۱۴۰۱ لیگ دسته سوم فوتبال ایران با قرار گرفتن در رتبه نخست گروه سوم به لیگ دسته دوم صعود کرد. همچنین این تیم در فصل ۰۴–۱۴۰۳ با قرار گرفتن در رده اول گروه اول لیگ دسته دوم ایران به لیگ آزادگان صعود کرد.